# Îles des Saintes
Pour les articles homonymes, voir Saintes (homonymie).
Les îles des Saintes ou les Saintes, aussi appelées en créole guadeloupéen Lésent, sont un archipel d'îlots volcaniques des Antilles françaises dans la mer des Caraïbes. Divisées entre les communes de Terre-de-Haut et Terre-de-Bas, les Saintes sont rattachées administrativement à la Guadeloupe. Leurs habitants se nomment les Saintois(es).

## Géographie
L'archipel des îles des Saintes se situe au sud de la Guadeloupe, à l'ouest de Marie-Galante et au nord de la Dominique, au cœur de l'arc interne des Petites Antilles dans les Caraïbes.
Terre-de-Haut et Terre-de-Bas sont les seules îles habitées, tandis que le reste du territoire de l'archipel compte également les îlets suivants : 
- l'îlet à Cabrit ;
- le Grand-Îlet ;
- La Coche ;
- Les Augustins ;
- La Redonde ;
- Le Pâté ;
- Les Roches percées.

## Localisation
Situées entre le tropique du Cancer et l'équateur, ces îles sont localisées par 15°51 Nord, la même latitude que la Thaïlande ou le Honduras et par 61°36 Ouest, la même longitude que le Labrador et les îles Malouines. Cette localisation place l'archipel au cœur de l'arc des Petites Antilles, à 6 800 km (4 200 mi) de la France métropolitaine ; à 2 200 km (1 400 mi) du sud-est de la Floride, et à 600 km (370 mi) des côtes de l'Amérique du Sud. Les Saintes se trouvent immédiatement au nord de l'île de la Dominique, au sud de l'île de la Guadeloupe continentale et à l'ouest de Marie-Galante. Elles sont séparées de la Guadeloupe continentale par le canal des Saintes, un des nombreux détroits que compte l'archipel des Antilles.
| Amérique du Nord, à 2 230 km  | Guadeloupe, à 14 km | France métropolitaine, à 6 800 km |
| Amérique centrale, à 1 910 km | Îles des Saintes    | Afrique, à 4 650 km               |
| Amérique du Sud, à 550 km     |                     | Dominique (pays), à 22 km         |

## Géologie et topographie
Chapelet d'îles volcaniques entièrement encerclées par des récifs peu profonds, l'archipel est issu de la ceinture volcanique récente datant du Pliocène que forme l'arc interne des Petites Antilles. Il est composé de roches apparues à l'époque Tertiaire (entre 4,7 et 2 millions d'années).
Une île unique à l'origine fut divisée par des tremblements de terre d'origine tectonique et volcanique pour créer un archipel notamment en raison de la subduction des plaques sud-américaine, nord-américaine et Caraïbes.

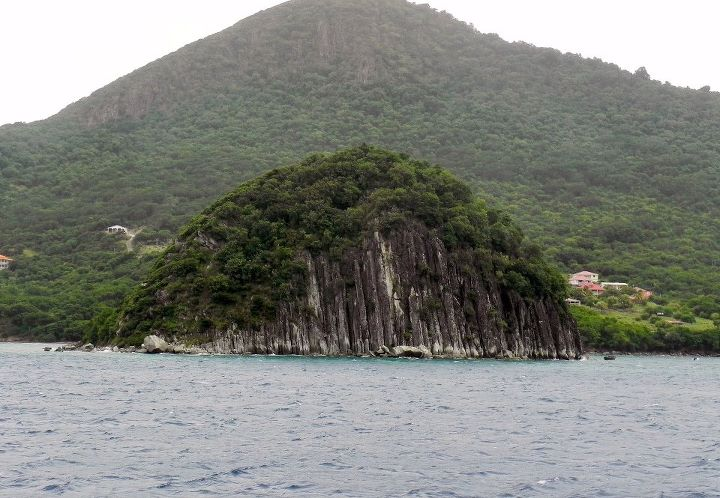
Orgues basaltiques du Pain de Sucre, les Saintes, Antilles françaises

La superficie totale de l'archipel est de 13 km2 et compte environ 22 km de côtes. Son point culminant est le Morne du Chameau, sur l'île de Terre-de Haut qui atteint 309 mètres.

## Climat
Le climat de ces îles est de type tropical, tempéré par les alizés. Terre-de-Bas, l'île occidentale de l'archipel, est plus arrosée que Terre-de-Haut, l'île orientale qui demeure très ventilée. L'archipel bénéficie de plus de 300 jours de soleil par an, la pluviométrie peut atteindre 900 millimètres annuels mais varie fortement. La saison des pluies ou hivernage s'étale de mai à novembre qui est aussi la saison chaude. La saison sèche, de décembre à avril, est appelée le carême. L'humidité, cependant, n'est pas très élevée à cause des vents.
La température moyenne est de 25 °C (25 °C) avec des températures de jour montant à 34 °C (33,9 °C). La température moyenne en janvier est 28 °C (27,8 °C) tandis qu'en juillet elle est de 31 °C (31,1 °C). La température la plus basse de nuit peut être de 16 °C (16,1 °C). Les eaux de la mer des Caraïbes maintiennent généralement une température d'environ 27 °C (27,2 °C).
L'archipel est fréquemment sous la menace de cyclones tropicaux comme l'ensemble des îles antillaises.

## Environnement

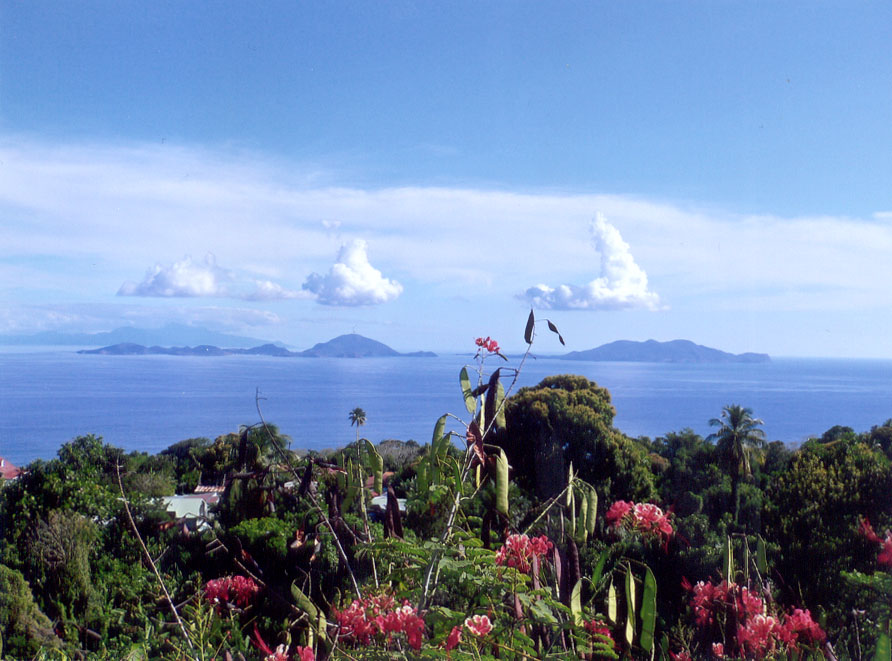
Les îles des Saintes vues depuis la « Guadeloupe continentale ».

Les îles des Saintes ne s’étendent que sur 12,8 km2 mais elles sont caractérisées par un grand littoral, enrichi de ceux de quatre petites îles inhabitées. Les côtes de ces îles sont dépourvues de vrais récifs mais leurs fonds rocheux sont tapissés de coraux. Les fonds sableux sont eux plus ou moins colonisés par des herbiers de phanérogames marines. L'inventaire des zones naturelles d'intérêt écologique, faunistique et floristique (ZNIEFF) a permis de répertorier en 2008 des zones couvrant 381 hectares.

### Faunes terrestre et marine

#### Faune terrestre
La faune terrestre est caractérisée par la présence de nombreux iguanes terrestres. Sur ce petit territoire cohabitent l'espèce endémique des Antilles, Iguana delicatissima (symbole héraldique de la commune de Terre-de-Haut), et l'iguane vert d'Amérique du Sud Iguana iguana, dont la première est menacée par l'apparition d'un hybride issu de la reproduction entre les deux espèces. D'autres reptiles cohabitent avec ces sauriens préhistoriques, les couleuvres endémiques de Guadeloupe (Alsophis antillensis), les couresses des Saintes (Alsophis sanctonum) et de nombreuses variétés endémiques d'anolis. À travers les mornes, on peut découvrir des agoutis (Dasyprocta noblei), rongeurs d'Amérique du Sud et du bassin caribéen, des cabris qui peuplent les bois et bords de plage et, bien dissimulés, quelques espèces de phasmes (mantes religieuses ou cheval de bois).
Les oiseaux sont les espèces les plus récurrentes des Antilles en matière de :
- Passereaux ;
- Sucriers (Coereba flaveola) ;
- Colibris ;
- Pierres-noires ;
- Manniques (mannik en créole).

Des échassiers paressant dans les étangs salés (Aigrettes neigeuses (Egretta thula), Hérons vert (Butorides virescens) et Hérons garde-bœuf (Bubulcus ibis), Bihoreaux violacés Nycticorax violaceus, crabiers, etc.) et cohabitant avec les tortues d'eaux douces, les poules d'eaux (Gallinula galeata), les crabes de terre (Cardisoma guanhumi), les crabes touloulous (Gecarcinus lateralis), les crabes violonistes et bien d'autres espèces de crabes. Le Crécerelle d'Amérique (Falco sparverius) est facilement visible et audible lors des randonnées dans la forêt sèche, tout comme la tourterelle à queue carrée (Zenaida aurita), espèce endémique protégée de ce chapelet d'île. Parmi les oiseaux marins, on peut citer : la Frégate superbe (Fregata magnificens), les Fous bruns ou masqués, les sternes, le pélicans bruns « grands gosiers » (Pelecanus occidentalis), qui nidifient aisément dans la quiétude des falaises et sur les îlets inhabités des Saintes, particulièrement le Grand Îlet, réserve naturelle de l'archipel qui connait la fréquentation d'espèces de fou uniquement observables aux Saintes, parmi les îles du département, les fous à pieds rouge (Sula sula).
L'archipel accueille différentes espèces de batraciens telles que : Eleutherodactylus barlegnei, Eleutherodactylus pinchoni, Hylole de Johnstone, Eleutherodactylus jonhsonei. Et on y rencontre aussi des chauves-souris à l'image du guimbos (Ardops nichollsi).

#### Faune marine
L'archipel abrite une grande diversité de poissons coralliens (poissons perroquets, tanches, trompettes, Epinephelus guttatus ou grands gueules, mérous oualiouas) ; de poissons pélagiques (carangues, mayolles, barracudas ou bécunes, dorades coryphènes, thons, thazars) ; langoustes blanches (Panulirus argus) ou brésiliennes (Panulirus guttatus) ; ou de crustacés (crabes araignées, crabes monteuses, cigales de mer).
Parmi les mammifères marins, il n'est pas rare d'apercevoir dans le canal des Saintes des cétacés comme les baleines à bosse. Qui, pendant leur migration, se reproduisent dans les mers chaudes des Antilles.

##### Protection des tortues marines
Les îles des Saintes sont fréquentées par sept variétés de tortues marines :  
- la Tortue verte (Chelonia mydas) ;
- la Tortue imbriquée (Eretmochelys imbricata) ;
- la Tortue luth (Dermochelys coriacea) ;
- la Tortue à dos plat (Natator depressus) ;
- la Tortue caouanne (Caretta caretta) ;
- la Tortue olivâtre (Lepidochelys olivacea) ;
- la Tortue de Kemp (Lepidochelys kempii).

#### Flore terrestre
La flore est, quant à elle, typique des forêts xérophiles des îles volcaniques des Antilles.
- Bois savonnettes (Sapindus saponaria),
- Poirier pays (Tabebuia heterophylla),
- Cerisier du brésil  (Eugenia brasiliensis) abusivement appelé "Merisier" localement. (Une espèce de myrtacées dont les fruits permettent la fabrication de la liqueur de merise, apéritif local et typique des Saintes)[6],
- Gommier rouge (Bursera simaruba),
- Frangipanier (Plumeria alba),
- Mancenillier (Hippomane mancinella) : arbre toxique marqués d'un trait rouge sur leur tronc par le conservatoire du littoral,
- Jujubier de Maurice (Zizyphus mauriciana),
- Flamboyant rouge ou jaune (Delonix regia),
- Courbaril (Hymenea courbaril),
- Tamarinier (Tamarindus indica),
- Bois d'inde (Pimenta racemosa) beaucoup plus présents sur les collines de Terre-de-Bas où les locaux s'en servent pour fabriquer le bay rum.

L'aridité a permis le développements de colonies de cactées très diversifiées dont les plus remarquables sont :
- les cactus cierges (Cereus) ;
- les raquettes à piquants ou sans piquants ou figuier de Barbarie (Opuntia ficus) ;
- les aloès ;
- les têtes à l'anglais (Melocactus intortus).

Les bords de mer connaissent eux une végétation composée de :
- Cocotiers géants orange jaunes ou verts ;
- Raisiniers bord de mer (Coccoloba uvifera) ;
- Catalpa (Thespesia populnea) ;
- Icaquiers (Chrysobalanus icaco) ;
- Muricife (terme créole) sorte d'olive antillaise comestible quasi disparue des plages.

Trois espèces rares d'orchidée poussent naturellement dans l'archipel et font l'objet d'une sévère protection :
- l'Epidendrum ciliare, la plus courante ;
- la Tolumnia urophylla (ou Oncidium urophyllum), similaire à l'abeille d'or mais de plus petite taille ;
- et encore plus rare, la Brassavola cucullata, menacée de disparition aux Saintes.

### Politique environnementale et énergétique
Au cours des années 1990 la plupart des plages et mornes de l'archipel font l'objet d'arrêtés de protection de biotope (plage de Grande Anse, Îlet à Cabrit, Morne Morel, Morne Rodrigue et versant sud du Morne à Craie). Le 14 mai 1991 les sites de Pompierre et Pain de sucre sont classés loi du 2 mai 1930 à la demande de la municipalité et du conseil général.
Le Conservatoire du littoral et des rivages lacustres créé dans le cadre du programme national de protection des espaces naturels, fait l'acquisition de plusieurs terrains notamment le Grand-Îlet et le morne du Chameau. Et de nombreuses actions pour la protection de ces fragiles écosystèmes sont décidées au niveau international, national, départemental et municipal. L'Union internationale pour la conservation de la nature (sigle UICN, ou IUCN en anglais) a répertorié plusieurs sites de l'archipel et a catégorisé leur degré de protection selon la classification en vigueur. Ainsi plusieurs sites sont inscrits en catégorie IV définie par l'organisation non gouvernementale. En outre, Terre-de-Haut élabore son agenda 21 local,,,.
Depuis le 31 décembre 2010, les décharges à ciel ouvert, longtemps demeurées un problème environnemental pour l'archipel, ont été fermées et remplacées par la mise en place du tri sélectif des différents déchets, puis compactage avant transport maritime sur la Guadeloupe continentale afin d'être retraités. De plus les sacs jetables en plastique ont disparu des caisses des épiceries et commerces de l'archipel. Les deux collectivités municipales ont incité les habitants à changer leurs habitudes en distribuant activement des cabas réutilisables. Par ces nouvelles mesures politiques, les Saintes s'engagent davantage dans la sauvegarde de l'environnement et du patrimoine,,,,.
En mai 2011, des dizaines de bouées de mouillage ont été installées dans la baie de Terre-de-Haut afin de réguler la plaisance et diminuer le mouillage forain qui abîme les fonds marins.
Des éoliennes spéciales, haubanées et pouvant être couchées au sol (en 45 minutes) à l'annonce d'un cyclone tropical ou d'une tempête ont été installées dans l'archipel. Ces éoliennes sont très allégées et conçues pour résister aux tremblements de terre les plus courants. Elles ne nécessitent pas de fondations aussi profondes que les autres et se transportent en pièces détachées. En 2007, les sept machines de 275 kW unitaires pouvaient produire trois millions de kWh par an, rendant Terre-de-Bas, dans les îles des Saintes excédentaire en électricité, lui permettant d'en fournir à la Guadeloupe.

## Transports et déplacements entre les îles
Le transport sur la commune de Terre-de-Haut s'effectue principalement en scooters et motos, devant la bicyclette et la marche, les distances étant faibles mais les pentes localement raides. Les voitures sont rares, quelques taxis, minibus de tourisme et utilitaires circulent dans les rues étroites de l'île. À Terre-de-Bas des minibus assurent l'essentiel du transport (insulaires et touristes) entre le débarcadère et les 2 bourgs.

### Transports maritimes
Pour le transport régulier de passagers, de petits transbordeurs (navires à grande vitesse pour certains) assurent plusieurs liaisons quotidiennes 7j/7 entre Terre-de-Bas, Terre-de-Haut, Trois-Rivières, et Basse-Terre certains matins. D'autres liaisons, essentiellement touristiques, existent une à plusieurs fois par semaine depuis Pointe-à-Pitre, Grand-Bourg (Marie-Galante), Roseau (Dominique) ou Fort-de-France (Martinique).
Le transport de marchandises est essentiellement effectué par un cabotage quasi quotidien de petits cargos polyvalents (de 100 à 200 tpl) ou barges avec la Guadeloupe continentale pour les volumes moyens à importants, les petites livraisons ou le service express étant assurés par les navettes à passagers.

### Transports aériens
L'aérodrome Les Saintes-Terre-de-Haut traverse l'île de Terre-de-Haut, mais sa piste de 580 m le réserve à de petits avions et le faible éloignement maritime ne permet pas de maintenir une ligne régulière rentable (la liaison d'Air Caraïbes a cessé en 2008). De plus, elle est vulnérable à l'ensablement en cas de houle cyclonique. Elle est parfaitement adaptée aux vols privés (affrètement ou aviation de loisir).

## Histoire

### Ère précolombienne
Les Saintes, par leur situation au cœur de l'arc des petites Antilles, ont tout d'abord été fréquentées par des tribus indiennes venues du bassin caribéens et d'Amérique centrale. Caaroucaëra (nom arawak des îles Saintes), bien qu'inhabitée, en l'absence de source d'eau, fut l'objet de visites régulières des peuples Arawaks puis Caraïbes vivant sur la Guadeloupe et la Dominique voisine vers le IXe siècle. Ils y venaient pratiquer la chasse et la pêche. Les vestiges archéologiques des haches de guerre et de poteries déterrées sur le site de l'Anse Rodrigue et entreposées au musée du fort Napoléon témoignent du passage de ces populations.

### Colonisation espagnole
C'est lors de sa deuxième expédition pour l'Amérique, que Christophe Colomb prend connaissance du petit archipel, le 4 novembre 1493, qu'il baptise « Los Santos », en référence à la fête de la Toussaint qui venait d'être célébrée. Tout comme ses voisines, ces îles dépourvues de métaux précieux sont rapidement délaissées par les Espagnols qui favorisent les Grandes Antilles et le continent sud-américain, vers 1523.

### Colonisation française et conflit avec les Caraïbes
Le 18 octobre 1648, une expédition française conduite par le Sieur du Mé annexe les Saintes déjà sous influence anglaise, à la demande du gouverneur de la Guadeloupe Charles Houël. Dès 1649, les îles deviennent une colonie exploitée par la Compagnie des Indes occidentales françaises qui tente d'y établir l'agriculture. Mais le sol inhospitalier et l'aridité climatique de Terre-de-Haut empêchent la pérennité de l'activité qui persiste cependant quelque temps encore à Terre-de-Bas, plus humide et fertile, sous les ordres du Sieur Hazier du Buisson à partir de 1652.
En 1653, le comte de l'Étoile repousse les Indiens Caraïbes, qui tentent d'investir les Saintes en représailles des attaques françaises contre les tribus de la Dominique, décidées par le sieur du Mé en réponse aux massacres des troupes françaises de Marie-Galante. Les Caraïbes seront définitivement chassés en 1658. Au nom du roi de France, les Saintes sont rachetées au domaine royal par Colbert qui décide la dissolution de la Compagnie des Indes occidentales françaises en 1664.
Le 4 août 1666, alors que les Anglais attaquent l'archipel, leur flotte est mise en déroute par le passage d'un cyclone tropical et les quelques Britanniques qui assiègent ce « Gibraltar des Indes occidentales » sont rapidement expulsés par les hommes des sieurs Du Lion et Desmeuriers, avec l'aide des Caraïbes. Les Anglais se rendent le 15 août 1666, jour de l'Assomption de la Vierge Marie, et un Te Deum est entonné à la demande de du Lion qui institue la commémoration annuelle de cette victoire. Ainsi est établie la fête patronale de l'île de Terre-de-Haut qui est célébrée avec ferveur jusqu'à ce jour. Notre-Dame-de-l'Assomption devient la Sainte Patronne de la paroisse.
Afin de protéger les colonies françaises de la zone, les Anglais sont repoussées jusqu'à la Barbade par le gouverneur de Saint-Domingue, Jean-Baptiste du Casse, en 1691.

### Rivalité franco-anglaise
De 1759 à 1763, les Anglais prennent possession des Saintes et d'une partie de la Guadeloupe continentale.
Les Saintes ne sont restituées au royaume de France qu'après la signature du Traité de Paris le 10 février 1763, par lequel la France cède l'île Royale, l'île Saint-Jean, l'Acadie et le Canada, le bassin des Grands Lacs et la rive gauche du Mississippi aux Britanniques.
Pour prévenir les ambitions anglaises, le roi Louis XVI ordonne la construction de fortifications. Les Saintes prennent définitivement leur vocation militaire navale. C'est alors que débute, en 1777, la construction du fort Louis sur la colline du morne Mire et du fort de la Reine sur la « petite Martinique », qui sont rebaptisés, fort Napoléon et fort Joséphine en 1805, en l'honneur de Napoléon Ier et de son épouse. Ces fortifications sont complétées par  les batteries du morne Morel et du morne Mouillage, puis par une tour d'observation, dite tour Modèle, sur le morne de la Vigie)

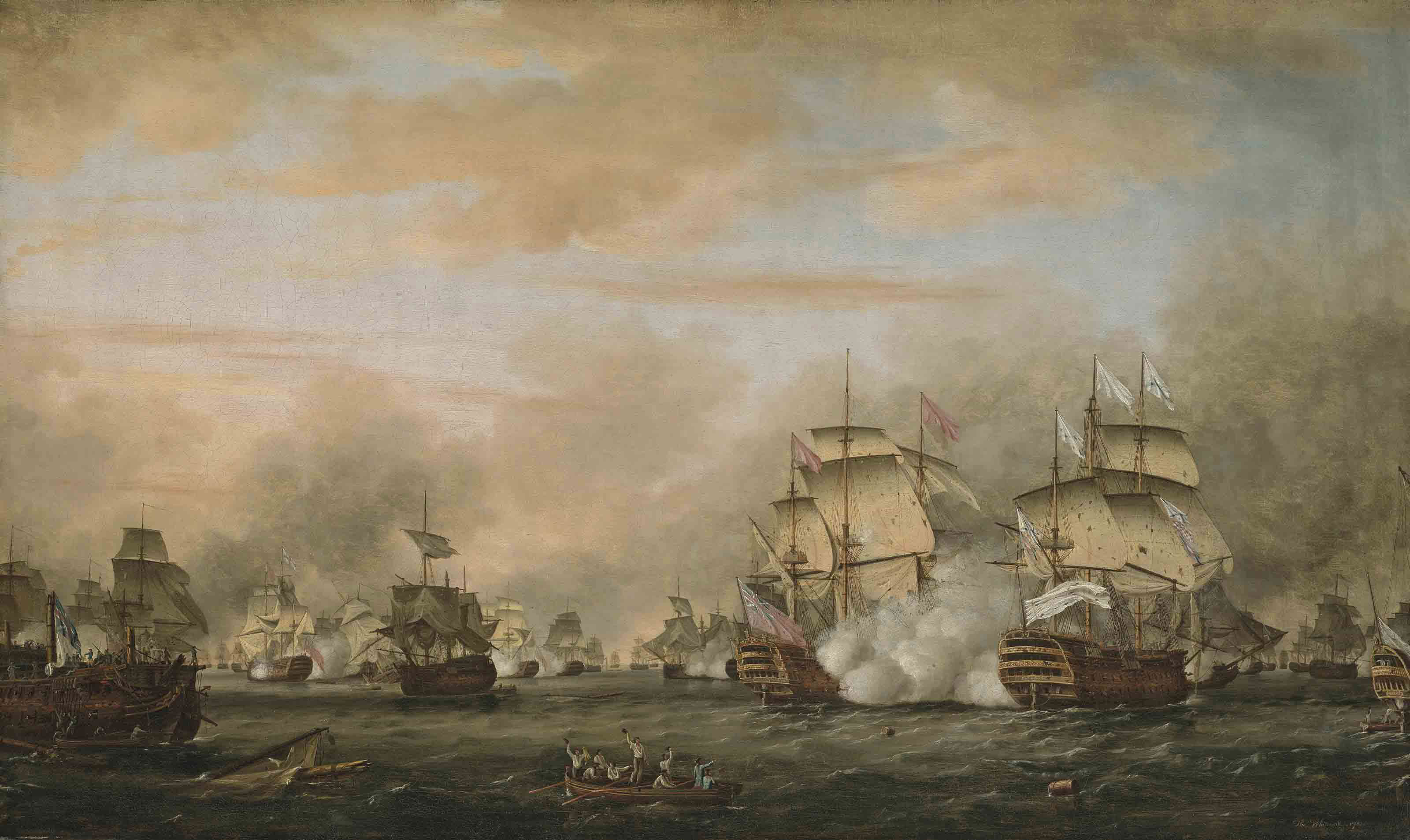
Bataille des Saintes 12 avril 1782

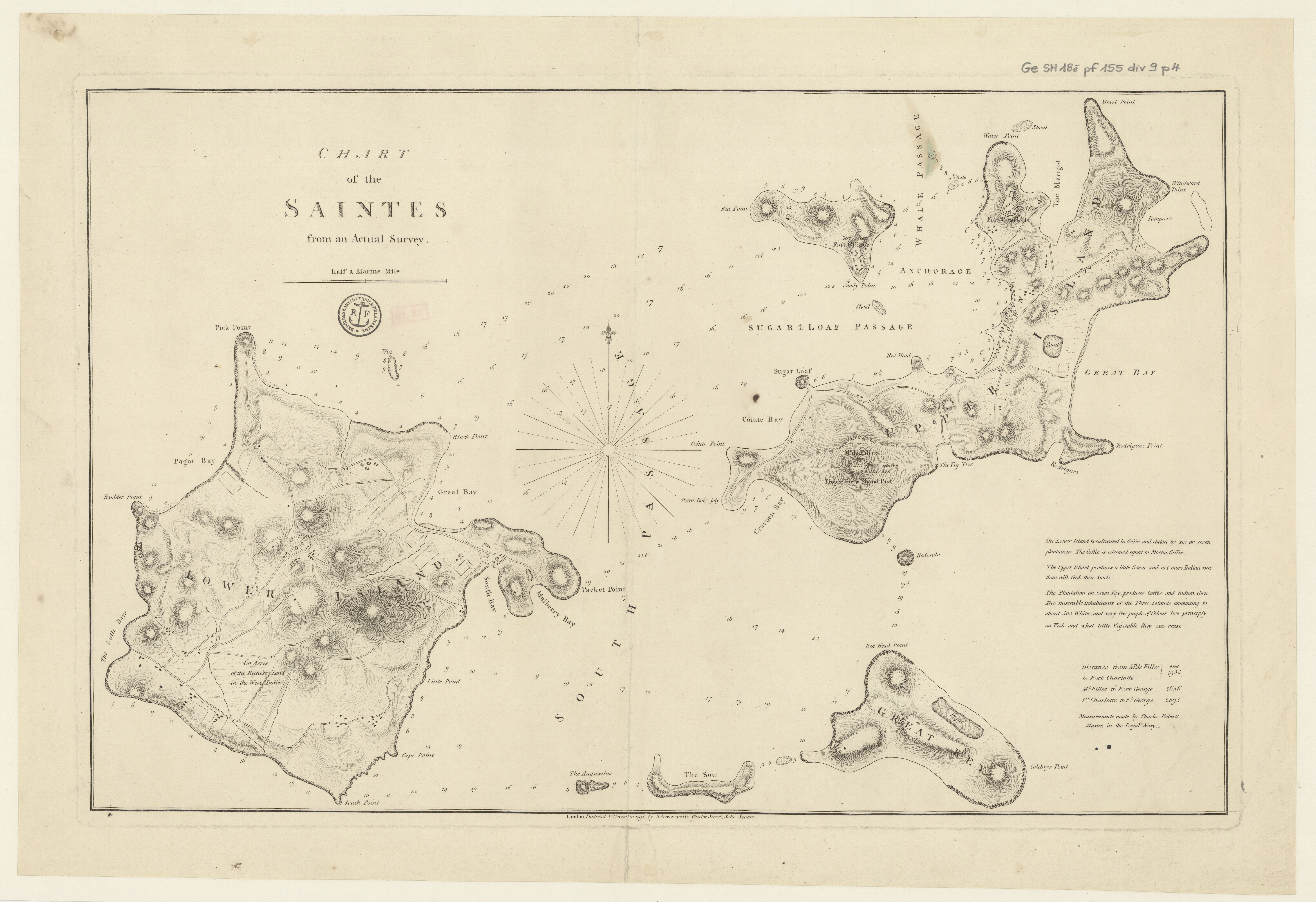
Carte des Saintes, 1798, Roberts Charles.

Le 12 avril 1782, après la campagne de janvier à Basseterre sur l'île de Saint-Christophe une célèbre défaite française entre dans l'histoire sous le nom de bataille des Saintes. La flotte française du comte de Grasse, mandatée pour annexer la Jamaïque anglaise, quitte la Martinique et fait route vers l'archipel des Saintes qu'elle atteindra dans la soirée. Rattrapée dans le canal par les Anglais et inférieure en nombre, elle sera écrasée par les vaisseaux des vice-amiraux d'Angleterre, George Rodney à bord du Formidable et Samuel Hood à bord du Barfleur. La légende veut qu'après avoir tiré les derniers boulets des caronades, le comte de Grasse fit tirer son argenterie. En un peu plus de cinq heures, l'affrontement fait côté français 2 000 morts, 5 000 prisonniers et 5 bateaux capturés dont l'Impétueux rebaptisé Ville de Paris, à bord duquel se trouvait le comte de Grasse, et le César qui se faisant exploser permet au reste de l'escadre de s'enfuir. Cette défaite ancrera les Saintes sous domination britannique de manière quasi permanente pendant vingt ans, mais portera un coup fatal à la Royal Navy, après celui de la bataille de la baie de Chesapeake (Virginie) en 1781, qui ne pourra renforcer les troupes coloniales contre les indépendantistes américains. Ainsi, la bataille des Saintes achève la guerre d'indépendance des États-Unis d'Amérique.
En 1794, la France de la Convention, représentée par Victor Hugues, qui a instauré les acquis de la Révolution de 1789 et la première abolition de l'esclavage en Guadeloupe tente de reconquérir les Saintes britanniques, mais ne parvient à l'occuper que provisoirement, repoussée par le puissant vaisseau anglais le Queen Charlotte (qui est à l'origine de l'appellation Reine charlotte que prend le buste de la Marianne française aux Saintes, ressemblant fortement à la statue de proue du navire).

### Du Premier Empire à la Restauration
En 1802, le Traité d'Amiens entre le Royaume-Uni et la France restitue Les Saintes à cette dernière. Le 14 avril 1809, l'armada anglaise de l'amiral Sir Alexander Forrester Inglis Cochrane occupe la baie des Saintes et bloque la Passe du sud et le Pain de Sucre, et reconquiert l'archipel. Trois jeunes Saintois, Jean Calo, Cointre et Solitaire parviennent à guider trois vaisseaux français, le d'Hautpoul, le Courageux, et la Félicité, commandés par l'amiral Aimable Gilles Troude, pris dans la rade et les font s'enfuir par la passe nord de la Baleine. Ces héros seront décorés de la Légion d'honneur, longtemps après leur mort.
L'île est conquise le 26 février 1810 par les Anglais, lors de la prise de la Guadeloupe. Le gouverneur français Jean Augustin Ernouf est contraint de capituler.
Par traité bilatéral signé à Stockholm le 3 mars 1813, la Suède promet aux Anglais de faire front commun contre la France napoléonienne. En retour, les Anglais doivent soutenir les ambitions de Stockholm sur la Norvège. Charles XIV Jean de Suède a en effet compris qu'il était temps pour la Suède d'abandonner la Finlande (perdue en 1809) et d'étendre le royaume vers l'ouest. Pour sceller cette nouvelle alliance, l'Angleterre offre la colonie de la Guadeloupe et ses dépendances à Charles XIV Jean de Suède personnellement.
Par ratification du Traité de Paris, le 30 mai 1814, le Royaume-Uni accepte de restituer la Guadeloupe à la France. Le roi Charles XIV Jean de Suède rétrocède la Guadeloupe à la France et gagne en échange la reconnaissance de l'Union de la Suède et la Norvège et le paiement à la maison royale suédoise de 24 millions de francs en dédommagement, connu sous le nom de « Fonds de la Guadeloupe » (la dernière traite a été honorée en 1983).
Cependant, les Français ne revinrent aux Saintes que le 5 décembre 1814, quand le général anglais Sir James Leith, commandant en chef des forces armées aux Antilles et gouverneur des Îles Sous le vent accepta de quitter l'archipel.
Le nouveau gouverneur de la Guadeloupe et des dépendances, le contre-amiral Charles Alexandre Léon Durand, comte de Linois et son sous gouverneur le sieur Eugène Édouard Boyer, baron de Peyreleau, envoyés par Louis XVIII pour reprendre possession de la colonie sont rapidement perturbés par le retour de Napoléon Ier en avril 1815 (Cent Jours). Un conflit éclate dès lors entre bonapartistes et monarchistes dans la colonie.
Le 19 juin 1815, le sieur comte de Linois (monarchiste) est séquestré dans son palais à Basse-Terre (Guadeloupe) et contraint par le bonapartiste Boyer de Peyreleau de rejoindre les ordres de l'empereur. Il fait chasser une frégate britannique mandatée pour ramener l'ordre monarchique de Louis XVIII, par le sieur Pierre René Marie, comte de Vaugiraud, gouverneur de la Martinique et des îles du vent.
Dès lors le comte de Vaugiraud les destitua de leurs fonctions et les Anglais passent à l'attaque. Les Saintes sont annexées de nouveau par la couronne d'Angleterre le 6 juillet 1815, Marie-Galante le 18 juillet et la Guadeloupe le 10 août.
Malgré la défaite des bonapartistes et la Restauration de Louis XVIII, à la demande des planteurs de la Guadeloupe et par l'ordre du général James Leith, les Anglais restèrent pour purger la colonie du bonapartisme. Les bonapartistes furent jugés devant un tribunal de guerre et déportés.
Les troupes anglaises laissèrent la colonie aux Français définitivement que le 22 juillet 1816. Antoine Philippe, comte de Lardenoy est nommé par le roi Louis XVIII, gouverneur et administrateur de la Guadeloupe et des dépendances le 25 juillet 1816.
C'est en 1822 que naît le récit du Chevalier de Fréminville. En effet, Christophe-Paulin de la Poix, marin-naturaliste en campagne aux Saintes à bord du vaisseau la Néréïde va partager un amour dramatique avec une Saintoise, Caroline, plus connue sous le titre de Princesse Caroline en référence à sa beauté légendaire. Cette dernière se suicide du haut de la batterie du morne Morel qui porte aujourd'hui son nom, pensant son cher et tendre mort à Saint-Christophe ne le voyant pas revenir de campagne. Elle condamne ainsi le chevalier à la folie ; pris de chagrin, ce dernier retourne à Brest, emportant les habits de Caroline, où il se travestit jusqu'à la fin de ses jours. Les gravures et récits sont conservés au musée du Fort Napoléon.
En 1844, sous le règne de Louis-Philippe, débute la construction d'un fort sur les ruines de l'ancien fort Louis, il est décidé d'une fortification à la technique de Vauban, pour protéger l'archipel d'une éventuelle reconquête anglaise.

### De la Révolution française de 1848 à la Troisième république
En 1851, un pénitencier est construit sur la « Petite Martinique » devenue « îlet à Cabrit » ; le remplace en 1856 une prison réservée aux femmes, qui sera détruite en 1865 après le passage d'un ouragan. Le fort, commencé sous le règne de Louis-Philippe, est achevé en 1867 celui de Napoléon III. Un lazaret de quarantaine voit le jour en 1871 en lieu et place du pénitencier.
Le 9 août 1882, sous le mandat de Jules Grévy, à la demande des conseillers municipaux et avec l'appui de l'Église revendiquant la création de la paroisse de Saint Nicolas de Myre, la commune de Terre-de-Bas voit le jour, mettant fin à la commune des Saintes. La fête patronale est alors instituée le 6 décembre, jour de la Saint Nicolas, en l'honneur du saint patron de l'île.
En 1903, les garnisons militaires et disciplinaires sont définitivement abandonnées, c'est la fin du « Gibraltar des Antilles », mais en l'honneur de son passé militaire, les navires de la Marine nationale y feront traditionnellement escale. En 1906, le célèbre croiseur Duguay-Trouin fait escale aux Saintes. En septembre 1928, les Saintes, tout comme les îles avoisinantes de la Guadeloupe, sont violemment frappées par un cyclone tropical de forte intensité qui détruit une grande partie des archives municipales. À partir de 1934, les premières auberges voient le jour et marquent le début de la fréquentation de l'île par le monde extérieur,,.

### La dissidence et la départementalisation
En juin 1940, répondant à l'appel du général de Gaulle, les Antilles françaises sont entrées dans un mouvement de Résistance contre le régime de Vichy et la collaboration avec l'Allemagne nazie, qu'ils appelèrent « la Dissidence ». Le gouverneur, nommé par le maréchal Pétain, Constant Sorin, est chargé d'administrer la Guadeloupe et ses dépendances. Les Saintes deviennent un haut lieu de la dissidence.
Les Antilles françaises restent sous la juridiction de l'État français, régime dirigé par le Maréchal Philippe Pétain. Le ministère des Colonies de Vichy, par ses représentants coloniaux, Constant Sorin et l'amiral Georges Robert, haut commissaire de France, applique entièrement sa législation et les principes de la Révolution nationale. Compte tenu du ralliement des Antilles françaises au régime de Vichy, les forces anglo-américaines décrètent un embargo sur les îles. Elles sont coupées de toute relation avec la France, en particulier l'importation de carburants et de produits alimentaires. Constant Sorin applique dès lors une politique de rationnement et d'autosuffisance, en diversifiant et en augmentant la production locale. C'est l'époque de la débrouillardise.
Le 27 octobre 1940, le conseil général est dissous et les maires de la Guadeloupe et des dépendances sont relevés de leurs fonctions et remplacés par des notables nommés par le gouvernement de Vichy. Le maire de Terre-de-Haut, Théodore Samson, est destitué et remplacé par un blanc martiniquais, de Meynard. Les réunions populaires sont interdites et la liberté d'expression supprimée par le régime. Une résistance passive à Vichy et ses représentants locaux est alors organisée de 1940 à 1943.
Plus de 4 000 Antillais quittent leurs îles, au risque de leur vie, pour se rendre dans les colonies britanniques voisines. Ainsi, ils rejoignent les Forces françaises libres, en effectuant d'abord une formation militaire aux États-Unis, au Canada ou en Grande-Bretagne.
Dans ce contexte, les Saintois s'embarquent massivement à bord de leurs saintoises traditionnelles pour rejoindre clandestinement les côtes guadeloupéennes et récupérer les volontaires au départ. Ils traversent ensuite les canaux des Saintes et de la Dominique, pour atteindre l'île britannique voisine et être recueillis par les soldats alliés, en prenant garde d'éviter les patrouilleurs de l'amiral Robert. Beaucoup ont intégré le bataillon antillais des Forces françaises libres sur les Fronts d'Afrique du Nord et participèrent au débarquement de Provence et au débarquement d'Italie aux côtés des Alliés.
À la même période, le Fort Napoléon devient une prison politique où sont enfermés les dissidents. Le capitaine Sabine en prend le commandement.
En mars 1943, les Guyanais se rebellent contre le régime et rejoignent la France libre. Les Antillais suivent le mouvement et en avril, mai et juin 1943. En Guadeloupe, un mouvement civil de résistance prend les armes et se rebelle contre l'administration de Vichy, influencé par Paul Valentino (opposant au régime, arrêté le 21 avril 1940, enfermé au Fort Napoléon des Saintes et déporté au bagne des Îles du Salut (Guyane française) revenu clandestinement dans l'île depuis la révolte guyanaise. En Martinique, les fusiliers marins de Fort-de-France se rebellent à leur tour contre l'amiral Robert.
Les pénuries liées à l'embargo rendent la vie de plus en plus difficile. L’amiral Robert voulant mettre un terme au blocus, envoie une lettre de capitulation aux Américains, le 30 juin 1943.
Le 3 juillet 1943, l'amiral américain John Howard Hoover arrive en Martinique et le 8 juillet 1943, le gouvernement américain exige une reddition inconditionnelle à l'autorité du Comité français de la Libération nationale (CFLN) et offre l'asile politique à l'amiral Robert.
Le 15 juillet 1943, le gouverneur Constant Sorin et l'amiral Robert sont relevés de leurs fonctions par Henri Hoppenot, l'ambassadeur de Forces françaises libres. Les Antilles françaises rejoignent ainsi à leur tour la France libre. L’amiral Robert quitte la Martinique le même jour pour Porto Rico puis les États-Unis.
Le maire de Terre-de-Haut, Théodore Samson, retrouve ses fonctions dès la libération de la Guadeloupe.
Le 19 mars 1946, le Président du Gouvernement provisoire de la République française promulgue la loi de départementalisation érigeant les colonies de la Guadeloupe, la Martinique, La Réunion et la Guyane. Dès lors, les Saintes, Marie-Galante, La Désirade, Saint-Barthélemy et la partie française de Saint-Martin sont rattachées au nouveau département de la Guadeloupe en tant que communes. Le statut colonial connu jusqu'alors est remplacé par une politique d'assimilation au territoire métropolitain.
En 1957, en pleine campagne des municipales, le décès mystérieux du maire de Terre-de-Haut, Théodore Samson, alors qu'il se trouvait dans les bureaux de la Gendarmerie nationale de l'île pour régler un différend entre son petit-fils et un riverain à propos d'une jarre en terre cuite, provoque un soulèvement de la population contre l'institution qui est saccagée par des coups de conques de strombes géants et de pierres. La révolte dure deux jours avant d'être estompée par les renforts militaires et policiers venus de la Guadeloupe continentale qui dissipent la foule, cherchent et arrêtent les insurgés issus principalement de la famille Pineau, soutien politique de Théodore Samson. Une frégate de la Marine nationale reste quelques semaines en rade des Saintes pour ramener le calme.

### Développement du tourisme
1958 : les Saintes se lancent dans la croisière touristique et deviennent l'une des escales parmi les plus prisées des petites Antilles. Elles accueillent vers 1963 le France lors de ses premières transatlantiques, qui mouillera dans la baie tout comme de nombreux paquebots à voiles italiens, suédois, norvégiens et américains qui fréquentent aujourd'hui encore le petit archipel. L'ère de la luxury yacht commence,.
En 1966, les Saintes s'ouvrent à l'ère aéronautique et, à l'initiative du maire Eugène Samson, la piste d'aérodrome est construite sur l'île de Terre-de-Haut.
La vocation touristique naît en 1969 où le premier hôtel de l'île ouvre ses portes à l'anse à Cointre, le Bois joli.
En 1972, les Saintes se dotent d'une usine de dessalement des eaux par osmose inverse afin d'alimenter la population. Les coûts de distribution étant trop élevés, l'activité est délaissée au profit d'une alimentation par conduite sous-marine en provenance de Capesterre-Belle-Eau en Guadeloupe continentale installée par l'IFREMER en 1993. Il en est de même pour l'électricité en 1983 (un câble électrique sous-marin relie les Saintes à la Guadeloupe. Cette réalisation d’EDF-Guadeloupe est une première mondiale pour la distance couverte et la profondeur des installations), même si une centrale de secours au fioul est restée active sur l'île de Terre-de-Bas.
En 1974, le Fort Napoléon est restauré par le Club du Vieux Manoir et une jeune association active, l'Association Saintoise de Protection du Patrimoine (A.S.P.P), et héberge le musée de l'histoire et du patrimoine des Saintes. Il devient alors le site touristique le plus visité de l'archipel. En 1984, les Jardins botaniques de Monaco et de Nancy parrainent la naissance d’un jardin exotique sur le chemin de ronde du Fort Napoléon.
Dans le cadre de l’opération « La Route des fleurs », Terre-de-Haut est jumelée avec la ville de Baccarat, célèbre pour ses cristalleries.
En 1990, l'île de Terre-de-Haut est récompensée par l’Oscar de l’environnement pour la préservation de son patrimoine et de son habitat naturel.
Le 14 mai 1991, les sites de la baie de Pompierre et du Pain de sucre sont classés espaces protégés loi du 2 mai 1930
En 1994, l'office du tourisme des Saintes voit le jour en remplacement du syndicat d'initiative. L'île accueille environ 300 000 visiteurs par an et devient une destination prisée des croisières et de la plaisance.
Le 20 mai 1994, lors de son déplacement aux Antilles, le premier ministre Édouard Balladur, effectue une visite officielle à Terre-de-Haut.
En mai 2001, Les Saintes intègrent le club des plus belles baies du monde grâce à la baie des Saintes.

### Séisme dit «des Saintes»
Le 21 novembre 2004, les îles des Saintes sont frappées par un séisme de magnitude 6,3 ; le plus important qui se soit produit dans l'archipel de la Guadeloupe depuis des décennies. L'épicentre a été localisé à 15°47'N 61°28'O, en pleine mer entre l'île de la Dominique et l'archipel des Saintes, approximativement sur la faille du Souffleur. La profondeur du foyer sur la croûte terrestre est superficielle, et estimée à environ 10 kilomètres. Il s'agit d'un tremblement de terre intraplaque (entre la plaque caraïbe et la plaque nord-américaine) situé sur un système de failles normales allant des Saintes au Nord de la Dominique. Ces failles sont globalement dirigées sur un axe à 135° (du nord-ouest au sud-est), avec des pendages vers le Nord-Est (faille de Roseau, faille de Marigot) ou vers le Sud-Ouest (failles du Souffleur, de Rodrigues, de Redonda). Elles délimitent des fossés correspondant à une extension localisée sur le volcan de Roseau et le volcan Colibri, un volcan sous-marin inactif,.
La secousse du choc principal et des nombreuses répliques sont puissantes (jusqu'à 5,7 le 14 février 2005), atteignant une intensité MSK de VIII (dégâts structuraux importants) aux Saintes. Les dégâts matériels aux Saintes – principalement à Terre-de-Bas –, à Trois-Rivières et dans le nord de la Dominique sont considérables sur les bâtiments les plus vulnérables. À Trois-Rivières, la chute d'un mur de cloison a tué une fillette endormie et gravement blessé sa sœur. Aux Saintes, même s'il n'y eut aucun mort ni blessé grave dénombré, beaucoup furent traumatisés et terrorisés par les fortes et nombreuses répliques.
Ce séisme a rappelé aux Antillais la nécessité de vivre avec les séismes comme avec les cyclones tropicaux et de s'y préparer au mieux pour minimiser les risques. Il a aussi permis de lancer le « plan séisme » au niveau national, dont un volet est spécifiquement consacré aux Antilles avec la tenue annuelle, vers le 21 novembre, d'un « semaine SISMIK » de préparation aux risques.

### Évolutions politiques et institutionnelles
Le 7 décembre 2003, les îles des Saintes, intégrées au département de la Guadeloupe, participent au référendum sur l'évolution institutionnelle du DOM-ROM et rejettent celui-ci par un « non » largement majoritaire.
Pendant la grève générale des Antilles françaises de 2009, les îles des Saintes ne s'impliquent pas dans le mouvement et sont modérément concernées : l’approvisionnement des magasins était très perturbé comme ailleurs en Guadeloupe, mais les grèves concernant surtout les PME (peu représentées sur ces îles) et les sociétés de transports maritimes s’efforçant de trouver du gazole pour assurer la plupart des liaisons, le tourisme guadeloupéen s’est en partie réorienté vers les Saintes.
Nicolas Sarkozy, déclare à la fin du conflit, l'ouverture des États-Généraux de l'outre-mer. Plusieurs ateliers sont créés dont celui de la gouvernance locale, amené à concevoir un projet de changement institutionnel ou statutaire de la Guadeloupe et/ou de ses dernières dépendances. Les assises des « îles du sud » (Les Saintes, Marie-Galante et La Désirade) sont ouvertes en parallèle. Les problématiques communes à ces îles sont exposées dans six ateliers : l’égalité des chances, la continuité territoriale, la gouvernance locale, le développement économique local, l’insertion par l’activité et le tourisme.

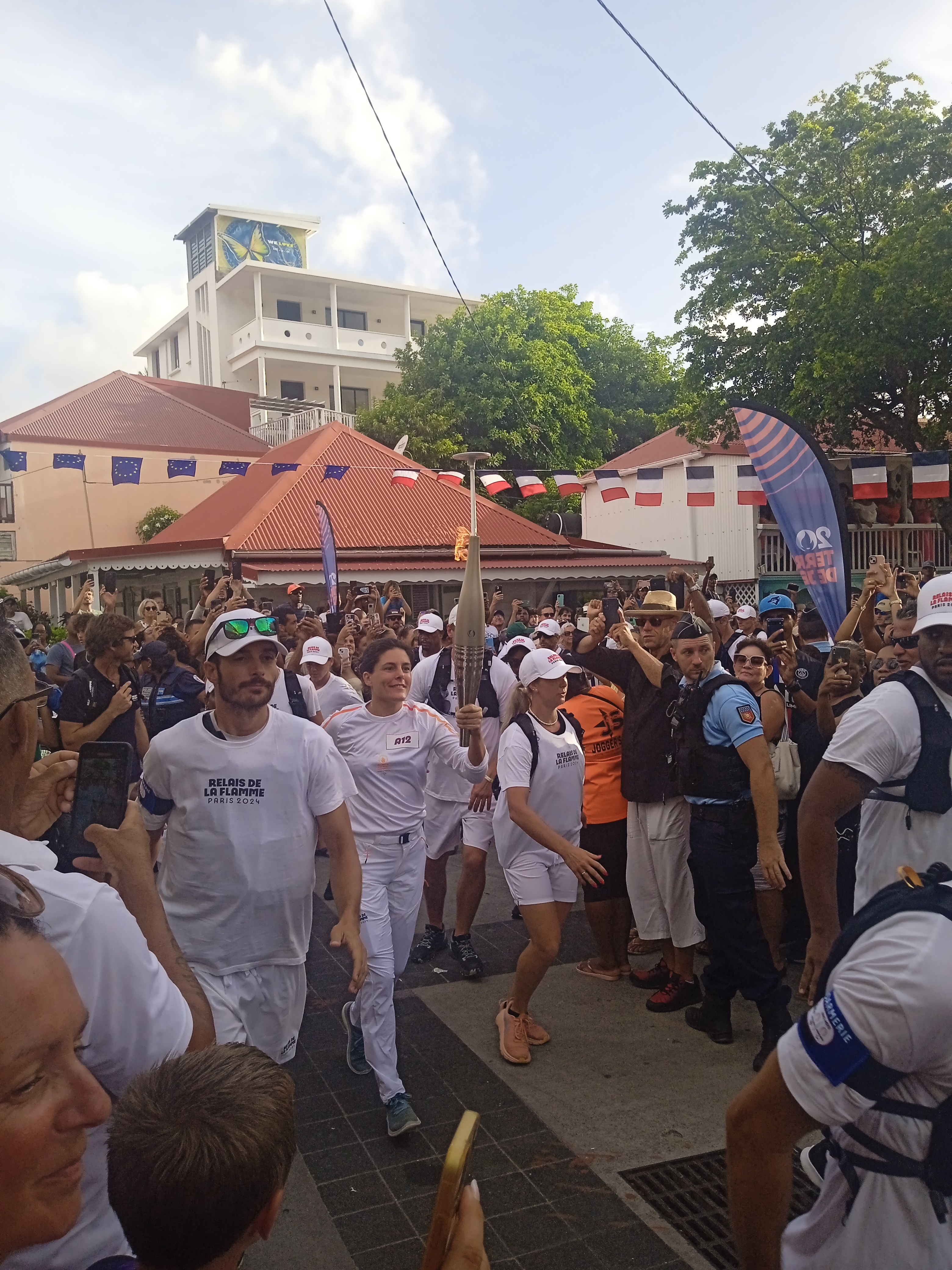
Relais de la flamme olympique aux Saintes (Guadeloupe)

Le 12 mai 2009, le ministre de l'outre-mer, Yves Jégo, en clôture de ces assises, se déplace pour une visite officielle aux Saintes pour le séminaire des îles du sud. il prend en compte la réalité identitaire et la volonté politique de ces îles, d'améliorer la continuité territoriale, de réduire les effets de la double-insularité, de la suppression de la dépendance à la Guadeloupe, la représentation nationale, du développement de l'attractivité du bassin d'emplois dans la zone, de la lutte contre le dépeuplement, la fiscalité et la vie chère. Dans l'immédiat il annonce la signature d'un contrat baptisé COLIBRI (Contrat pour l’Emploi et les Initiatives Locales dans le Bassin Régional des Îles du Sud), d'une convention de groupement d'intérêt public d'aménagement et de développement (G.I.P.A.D) et d'une proposition d'évolution statutaire à l'issue, comme l'expose l'atelier gouvernance, le collectif des îles du sud et les élus, sur la base de l'article 74 de la constitution. Les îles des Saintes, tout comme Marie-Galante, aspire à la création d'une collectivité d'outre-mer propre, soit à chaque entité des îles du sud, soit en réunissant les trois dépendances, sur le même schéma que les anciennes îles du nord (Saint-Barthélemy et Saint-Martin). Marie-Luce Penchard, Guadeloupéenne de naissance, amenée aux porte-feuille gouvernemental de l'outre-mer, le 23 juin 2009 et nommée, ministre de l'outre-mer le 6 novembre 2009, semble farouchement opposée au projet initial de son prédécesseur et tarde à l'appliquer,,,.
Solanges Nadille, maire adjoint de Terre-de-Bas, est élue sénatrice en septembre 2023.
Le samedi 15 juin 2024, pour la première fois de son histoire, les Saintes accueillent la Flamme olympique.

## Administration
L'archipel était sur le plan administratif un canton divisé en deux communes : Terre-de-Haut et Terre-de-Bas qui sont depuis 2015 rattachées au canton de Trois-Rivières de l'arrondissement de Basse-Terre, inclus dans la quatrième circonscription de la Guadeloupe.
Il bénéficie du statut départemental français et s'intègre dans la politique dite assimilationniste au territoire français en l'application de l'article 73 de la constitution. Administrativement guadeloupéennes, les Saintes sont également intégrées aux régions ultra-périphériques de l'Union européenne.
Deux mairies sont installées de part et d'autre des îles habitées, ainsi que deux bureaux de la Poste.

## Démographie
Le relief escarpé et la pluviométrie peu avantageuse n'ayant pas permis l'établissement de cultures agricoles, peu d'esclaves ont été amenés sur ces îles. Le peuplement est donc historiquement constitué de Bretons, de Normands et de Poitevins à Terre-de-Haut qui se sont installés pour pratiquer la pêche.
En 2008 puis 2016, la population des Saintes s'établissait de la sorte :
Terre-de-Haut : 1 831 habitants soit une évolution moyenne entre 1999 et 2006 de 0,9 % et une densité de population de 305,2 habitant/km2. Le nombre de ménages est lui de 693. En 2016, 1 566 habitants, soit une baisse de 14,5 % (INSEE).
Terre-de-Bas : 1 031 habitants soit une évolution moyenne entre 1999 et 2006 de -2,9 % et une densité de population de 151,6 habitants/km2. Le nombre de ménages est de 377. En 2016, 1 053 habitants, soit une légère progression de 2,1 % (INSEE).
L'espérance de vie se situe pour les hommes à 75 ans et pour les femmes à 82 ans. Le nombre moyen d'enfants par femme est de 2,32

## Éducation
Les Saintes comptent six établissements scolaires primaires et secondaires qui accueillent les élèves des deux communes :
- deux écoles maternelles ;
- deux écoles primaires ;
- deux collèges.

Le lycée et les études supérieures ne peuvent se faire dans l'archipel. Le plus souvent, après le collège, les enfants continuent leurs études en Guadeloupe continentale, en Martinique, voire en métropole.

## Santé
L'archipel héberge un dispensaire par île, Terre-de-Haut compte deux médecins généralistes, deux dentistes, quatre masseurs kinésithérapeutes, une infirmière libérale, un service d'HAD. Terre-de-Bas accueille un médecin généraliste. La pharmacie se situe sur l'île de Terre-de-Haut. Chaque île comporte un centre de secours du SDIS. Les autres soins et spécialités sont dispensées à Basse-Terre ou Pointe-à-Pitre et en cas d'urgence les sapeurs-pompiers sollicitent l'hélicoptère de la sécurité civile.

## Langues
L'archipel des Saintes est peuplé en majorité par les descendants des colons normands, bretons, poitevins, saintongeais et angevins dont la plupart des familles occupaient l'ancienne colonie française de  Saint-Christophe. Sa population est, à forte majorité, d'origine européenne et parle donc une variété du français populaire des Amériques, ayant pour particularité de contenir des termes de l'ancien français.
Le français de France est la langue officielle et la langue enseignée dans les écoles. Parmi les langues maternelles de la population de souche, le créole des Saintes variante du guadeloupéen, comme le qualifie la population locale, issu du métissage des Européens et de l'influence créole des populations esclaves amenées dans l'archipel, est de loin la plus pratiquée.
Le créole saintois est un créole à base des dialectes provinciaux français, et entre dans la catégorie des langues agglutinantes. Il se différencie de ceux des îles avoisinantes (Guadeloupe, Marie-Galante et la Dominique) par sa prononciation très francisée. Il tend à se rapprocher du créole parlé dans les quartiers du vent de l'île de Saint-Barthélemy. Certains phonèmes, [œ], [œ̃], [ø], [y] de ces dialectes, ayant disparu des créoles modernes de Guadeloupe, Dominique et Martinique trouvent leurs places dans cette langue originale. Il s'agit d'une langue orale et écrite désormais, la transcription des sonorités manquantes aux autres créoles est transcrite en alphabet phonétique international, sur une étude établie par le GEREC, Groupe d'Études et de Recherches en Espace Créolophone et Francophone.
À l'inverse des autres créoles antillais qui s'en éloignent, il tend à se rapprocher fortement de la langue française, voire de manière abusive, notamment par une hypercorrection de la prononciation du [r], en signe de bon parler. Sans doute un héritage de la convenance de l'époque des premiers colons qui considéraient, par phénomène de diglossie, la langue maternelle inférieure au français et s'efforçaient d'éviter de prononcer le [r] à la manière [w] guadeloupéenne qu'ils qualifiaient de parler nèg. Pour le mot (soif), par exemple, on utilisera la prononciation française d'origine, en Guadeloupe continentale on dira swèf certains individus peuvent employer toutefois cette version par influence du créole guadeloupéen.
Certains mots de vocabulaire sont typiques du parler saintois tout comme certaines expressions et insultes.
La syntaxe est quelque peu différente également.
Il existe une seconde variante de cette langue, matérialisée par l'évolution isolée du groupe sur deux terroirs différents compte tenu de la configuration géographique de l'archipel. On distinguera alors le parler de Terre-de-Haut du parler de Terre-de-Bas.
La variante parlée à Terre-de-Bas est la même, seul l'accent change, et certaines expressions qui sont typiques. Cette variante contracte certaines formulation. ex: Ola i yé (où est-il?) devient o'l'i'.
Même si le français correct reste la priorité éducative parentale, il n'y a pas de malaise générationnel à s'exprimer en créole. Bien que par respect de la déférence, la convenance veut qu'il faut éviter de s'exprimer en créole pour les personnes exerçant l'autorité publique, les personnes nettement plus âgées que soi et les inconnus, même si au fil du temps cette conduite s'est fortement atténuée en faveur d'une libéralisation du langage.
Bien d'autres particularités de ce patois sont dénombrables encore. Le parler saintois est encore très vivace et les Saintois s'enorgueillissent de sa différence avec les autres créoles, et sont fiers de le pratiquer. Ils le transmettent de manière vernaculaire à leurs enfants comme un patrimoine indélébile.

## Économie
La pêche a longtemps été la principale activité des îles des Saintes et demeure encore prépondérante. Les pêcheurs locaux sont extrêmement réputés dans tout l'archipel des petites Antilles pour leur bravoure et leurs « coups de filet ».
Depuis une trentaine d'années, les îles des Saintes sont devenues un lieu touristique d'envergure et cette activité constitue désormais la plaque tournante de l'économie locale. Terre-de-Haut accueille de nombreux bateaux de plaisance qui mouillent dans la baie des Saintes, « une des plus belles baies du monde » d'après l'évaluation faite par le club des plus belles baies du monde. L'hôtellerie et les chambres d'hôtes se répandent, sans pour autant dénaturer cet archipel qui a su rester sauvage. La baie attire yachts de luxe, paquebots et grands voiliers  qui croisent dans les Antilles. (84 escales de croisière pour l'année 2009) Terre-de-Haut reçoit annuellement plus de 380 000 visiteurs qui font le plaisir des commerces de l'archipel.
L'agriculture ne s'est jamais vraiment développée sur ces terres arides tournées vers la mer.
Une approche économique de l'ensemble des activités est réalisée par l'Institut national de la statistique et des études économiques (INSEE) de la Guadeloupe. L'activité économique reste relativement faible, marquée par de fortes disparités entre Terre-de-Haut et Terre-de-Bas. Le taux de chômage est de 12,6 % (2007). Les actifs se composent d'une grande majorité d'employés et d'ouvriers et d'un petit pourcentage d'artisans commerçant. Le nombre d'entreprises dans l'archipel s'élevait en 2007 à 331.

## Culture

### Fêtes et traditions coutumières
Le calendrier des fêtes et coutumes saintoises est guidé par les fêtes chrétiennes. Les traditions de l'Église y sont très vivaces. Les jours fériés sont les mêmes que ceux du calendrier national complétés des jours spécifiques au départements de la Guadeloupe et ceux de l'archipel des Saintes.
Les fêtes chrétiennes se célèbrent à la messe dans les églises animées par les chorales des deux paroisses. (Noël, Pâques, Pentecôte) Quelques fêtes ont leurs particularités :
- la Fête-Dieu ou reposoir (soixantième jour après Pâques) : les fidèles suivent une procession dans les rues de l'île avec le curé qui protège le Saint Sacrement, sous un dais décoré des plus belles broderies de l'artisanat local jusqu'à une grotte qu'on appelle reposoir, où se tiennent des enfants habillés en angelots lançant des pétales de fleurs. Les riverains vivant le long du parcours de procession sortent à l'entrée de leur maison, leurs sennes, filets de pêche décorés de fruits et de fleurs, des icônes et des tableaux de la Cène ;
- la fête de la pêche et des pêcheurs : célébrée le 11 juin de chaque année : concours de pêche, de maillage de filet, commémoration des marins pêcheurs défunts, bal public et animation sont au rendez-vous ;
- les fêtes du 15 et 16 août : jours fériés. Le 15 août, fête de l'Assomption, est la fête patronale de l'île de Terre-de-Haut. Les élus et officiels pavoisent autant que les bateaux de la baie, salves d'artilleries, majorettes, retraite au flambeau, réveil en fanfare. L'île célèbre aussi la victoire des Français contre les Anglais du 15 août 1666 et la sainte patronne de l'île, Notre-Dame de l'Assomption avec qui la population processionne dans les rues de l'île puis se rend à la plage où le curé jette une gerbe à la mer qui sert de signal au départ de la course de voile saintoise. Un navire de la marine est présent pour l'occasion, notamment la Fougueuse une frégate dont l'île de Terre-de-Haut est la marraine. Officiers et matelots en bachis (chapeau à pompon rouge) se promènent dans l'île. Autrefois la Jeanne d'Arc assistait aux festivités. Le 16 est le jour de fête des marins et matelots, qui processionnent avec la maquette de bateau saintois l’Étoile de Mer jusqu'au monument aux morts et à la mer. Au programme : élection de miss, animations, concours de tout genre, feux d'artifice et podiums qui commencent dès le 14 août. Aujourd'hui cette fête est très célèbre et est devenue un festival de musique caribéenne, où de nombreux artistes se succèdent. L'île de Terre-de-Bas commence ses festivités d'août les 8 et 9 août ;
- la Saint-Nicolas : saint patron et fête patronale de l'île de Terre-de-Bas ;
- le carnaval est fêté comme la plupart des îles au mois de février par de somptueux déguisements et masques qui défilent dans les rues aux rythmes de percussions carnavalesques antillaises pour les jours gras : samedi, dimanche, lundi (défilé nocturne en pyjama), mardi gras (grande parade) et mercredi des cendres (défilé en noir et blanc qui clôture le carnaval en brûlant le pantin Vaval, roi du carnaval). Un masque traditionnel saintois effraie les enfants, particulièrement durant le mardi-gras : on l'appelle Mo-vivant (mort vivant).

### Artisanat
L'artisanat est encore très présent aux îles des Saintes, qui produisent encore des objets typiques :
- le chapeau traditionnel, le salako, fabriqué en fibres végétales de bambou, au bout pointu et probablement originaire d'Indochine, recouvert de tissu blanc pour le dessus et bleu pour le dessous pour sa couleur traditionnelle, mais également habillé de tissu madras ; sa fabrication est réalisée par les artisans de l'île de Terre-de-Bas ;
- la saintoise, une embarcation de pêche qui s'est répandue dans toutes les petites Antilles pour sa fiabilité et sa manœuvrabilité. Elle est l'œuvre des anciens charpentiers de marine de l'île qui l'ont même modernisée en la motorisant. Sa forme traditionnelle est à voile et en bois et est utilisée lors de régates dans la baie. La Guadeloupe continentale  a repris cette tradition saintoise, et a redonné vie au nautisme local en créant une régate annuelle qui a lieu au mois de juillet, le TGVT (Tour de la Guadeloupe à la Voile Traditionnelle). La saintoise est réalisée dans des chantiers qui reçoivent des commandes des îles de la Caraïbe (chantier Alain Foy, chantier Pineau, etc.) ;
- la broderie, la couture, le crochet, et le tissage : venus des traditions ancestrales bretonnes et normandes, les dames de l'île s'adonnent volontiers à la confection des vanneries en feuilles de lataniers et à la couture. De même qu'ombrelles, chaussons, layettes, rideaux, napperons, mantilles, literies et taies brodés ou en crochets voient le jour de l'extraordinaire doigté des Saintoises. Leurs confections sont parfois exposées dans les mairies pour les concours locaux et vendues devant les portes de leurs domiciles. Les hommes confectionnent eux, filets, folles (type de filet à maille larges), nasses, pour la pêche et tissent les fibres de bambou pour les fonds de chaise et berceuses[54] ;
- mobiliers, modélisme et jouets de bois : les meubles de maisons lits, dressoirs, consoles, berceuses, et les maquettes de bateaux sont créés par la main de charpentiers fort habiles. Pantins, voitures (kabwa en créole) et toupies traditionnelles en bois sont fabriqués sur l'île, et sont encore très appréciés des enfants saintois :
- l'habitat : les Saintes sont réputées pour le charme et la propreté de leurs maisons. Elles sont l'ouvrage d'un savoir-faire traditionnel créole. Tout est minutieusement détaillé, les balustrades, les portes à battant, les persiennes, les motifs, et les frises ornementales couvrant les gouttières le long de la toiture. Le bois est encore le matériau principal.

### Artistes
Les Saintes inspirent de nombreux artistes de par leurs paysages d'exception, leurs patrimoines et leurs scènes de vie :
- galerie d'art Pascal Foy : ce jeune Saintois a réalisé et breveté son idée de miniaturiser et concevoir les façades des cases créoles traditionnelles saintoises. Un talent personnel qu'il expose et vend dans sa galerie d'art à son domicile à Terre-de-Haut[56] ;
- galerie d'art Martine Cotten : cette artiste bretonne a trouvé asile aux Saintes depuis plus de vingt ans, elle réalise des peintures de pastels secs sur papier vélin de scènes et panorama des Saintes et de la Bretagne (Pont-Aven) qu'elle vend et expose dans sa boutique sur le petit port de Terre-de-Haut. Ses réalisations sont prisées par des collectionneurs et des chefs d'entreprise. De nombreuses expositions lui sont consacrées en France et à l'étranger[57] ;
- galerie d'art Spindler : cet artiste, remarqué pour ses créations originales colorées de la vie antillaise, a longtemps séjourné aux Saintes, pour s'installer depuis peu sur l'île de Saint-Barthélemy, ses œuvres sont présentes dans les deux îles
- Cathy Regnier : peintre en aquarelle qui réalise des portraits et paysage des Saintes ;
- Edouard récup'art : cet artiste amoureux des Saintes expose toiles et panneaux de bois où s'enchevêtrent récupération de bois de coques de bateau filets usagés qui assemblés sont un plaisir des yeux ;
- la savonnerie de l'île : un parfumeur et savonnier qui confectionne, sels de bain, savons, huiles et laits essentiels aux motifs et senteurs de l'île ;
- Alain Foy : ce jeune artiste saintois réalise des œuvres sculptées en résine sur des plans de tableaux en trois dimensions.
- Juliette Dabriou : artiste peintre qui a consacré de nombreuses œuvres picturales aux îles des Saintes, son archipel natal et aux scènes de vie antillaise. Elle est décédée en 2002.
- Raymond Joyeux : ce poète natif de Terre-de-Haut a écrit de nombreux recueils inspirés par son île natale dont Poèmes de l'Archipel ainsi qu'une biographie Fragments d'une enfance saintoise qui décrit la vie insulaire dans les années 1950.

### Musique
La musique comme toutes les îles des Antilles, anime le quotidien des Saintois. Les musiciens qui autrefois investissaient les places publiques pour jouer les complaintes saintoises, antillaises et françaises de leurs accordéons, violons et harmonicas ont laissé place à quelques petits orchestres qui rythment les fêtes et le carnaval saintois. (SOS band, Unison, Mélody Vice, Explosion, etc.)
Les genres musicaux sont fortement influencés par les rythmes des îles avoisinantes, notamment la Cadence Lypso dominicaise qui reste le genre le plus apprécié et écouté des Saintois. (Grammacks band of dominica, Liquid ice, Exile One, Black affairs, etc.).
La musique traditionnelle (quadrille au commandement, biguine, mazouk piqué martiniquaise) est encore présente pour les bals folkloriques et les visites d'officiels où les habitants ressortent leur costumes traditionnels et chantent les cantiques de l'île Vive péyi an nou, vive les Saintes an nou (visite de ministre ou fête patronale des communes de l'archipel). Le Gwoka, contrairement à sa voisine la Guadeloupe continentale d'où il provient n'a fait que de timides apparitions aux Saintes, mais n'a pas intégré les traditions saintoises.
Le kompa haïtien et les combos (groupes) guadeloupéens des années 1970 (Les Aiglons, la Perfecta, etc.) sont très appréciés et sont joués dans toutes les fêtes de la vie courante (mariages, baptêmes, bal publics, etc.).
La valse créole est restée l'emblème traditionnel de l'ouverture du bal par les jeunes mariés de l'archipel.
Le zouk, la salsa, le merengue, le dance hall et les variétés françaises et internationales sont en vogue auprès des jeunes populations qui dansent sur ces rythmes dans les bars et discothèques en plein air des Saintes. Les Saintes ont d’ailleurs inspiré le chanteur guadeloupéen Francky Vincent qui dédie un titre au Saintes : Le tourment d'Amour.
Un chanteur saintois « Joyeux de Cocotier » à qui on doit les titres La cousine et Piña colada cocoloco est passé à la postérité aux Antilles Françaises tout comme un illustre groupe de Terre-de-Bas L'Étoile des Mers à qui l'on doit les titres La vi péchè (L'an mè la enragé), Pwoblèm et Ti marin péchè.

### Gastronomie
Peuple de la mer, la gastronomie est constituée principalement des produits de la mer et des palettes culinaires créoles des Antilles, (Court-bouillon de poisson, Colombo, Boudin Créole, Accras de morue...) auxquelles s'ajoutent quelques spécialités typiques :
- le tourment d'amour : une petite tartelette composée d'une pâte brisée, de la confiture (à la noix de coco pour l'original) le tout recouvert d'une génoise. Ce petit gâteau est très répandu dans l'archipel où les marchandes se pressent dès l'arrivée sur l'appontement pour les vendre aux visiteurs. Chaque année pour la fête patronale un concours du meilleur et du plus gros tourment d'amour est organisé dans le folklore et la tradition du territoire. On les trouve maintenant à base de confiture d'autres fruits tropicaux, banane, goyave, fruit de la passion, ananas. Francky Vincent en fit l'éloge dans une de ses compositions musicales, il y a quelques années ;
- les crêpes de poisson : pour faire honneur à leurs racines ancestrales, les Saintois ont créé une crêpe à la particularité d'être fourrée d'une farce au poisson et à la béchamel. Elle est dorée au four et recouverte de chapelure. Les marchandes de boudins n'oublient pas de confectionner ce mets dont la senteur embaume le marché ;
- le gâteau de poisson : ressemblant à une terrine de pâté gascon, il s'agit d'une terrine de poisson portée au four et servie fraîche ;
- les limbés: forme de petites douceurs confectionnées sur l'île de Terre-de-Bas à base de tamarins, de sucre et lait concentré (cr: lèt kondansé). Un fruit très répandu dans l'archipel ;
- la fwisu : il s'agit d'une préparation particulière du sang de cabri, servie en entrée. Elle se rapproche sensiblement de la Sanquette des régions du sud de la France ;
- le wog : appellation que portent les œufs de poisson, que les Saintois préparent en friture, une sorte de caviar local ;
- la liqueur de merise : petites baies sauvages des bois saintois macérées dans le rhum agricole pour en donner une liqueur. Portée au vieillissement, elle dégage une plus grande saveur. Elle est considérée comme étant le vin local, de par sa couleur et son goût.

## Patrimoine et monuments
- Le musée et jardin botanique du fort Napoléon
- Les réserves naturelles du Grand-Îlet et du morne Morel
- Les ruines du lazaret et du fort Joséphine de l'îlet à Cabrit
- Les batteries Caroline (morne More]) et Modèle (Morne du Chameau)
- Le cimetière marin de Terre-de-Haut
- Le phare du Port des Saintes (Terre-de-Haut)
- Le « bateau des îles » ou la maison en proue de bateau (Terre-de-Haut)[58]
- La chapelle du Calvaire (Terre-de-Haut)
- La place du Gouverneur Lion ou place du Débarcardère (Terre-de-Haut)
- Les orgues de basalte du Pain de Sucre (Terre-de-Haut)
- L'église Notre-Dame de l'Assomption (Terre-de-Haut)
- Les ruines de la poterie de Grand-Baie (Terre-de-Bas)
- L'église Saint-Nicolas de Myre (Terre-de-Bas)
- La vigie et les étangs du Morne Abymes (Terre-de-bas)
- Le quartier pittoresque du Mapou et sa fabrique de Bay-Rum et d'essence de Bois d'Inde (Terre de Bas)
- Le site de plongé du sec Pâté (Terre-de-Bas)
- Les multiples plages (Crawen, Pompierre, Rodrigue, Figuier, Marigôt, Anse Mire, Grande-Anse, Anse à  Dos, Anse à Cointre...) de l'archipel et falaises (Les souffleurs, gros cap...)
- Les randonnées (Trace des Crètes, morne Abymes, Chameau...)

### Sport
Équipement sportif :
Stade municipal de Terre-de-Haut
Club sportif :
A.J.S.S (Association de la Jeunesse Sportive Saintoise), football (Champion de la Guadeloupe de football saison 2011/2012)

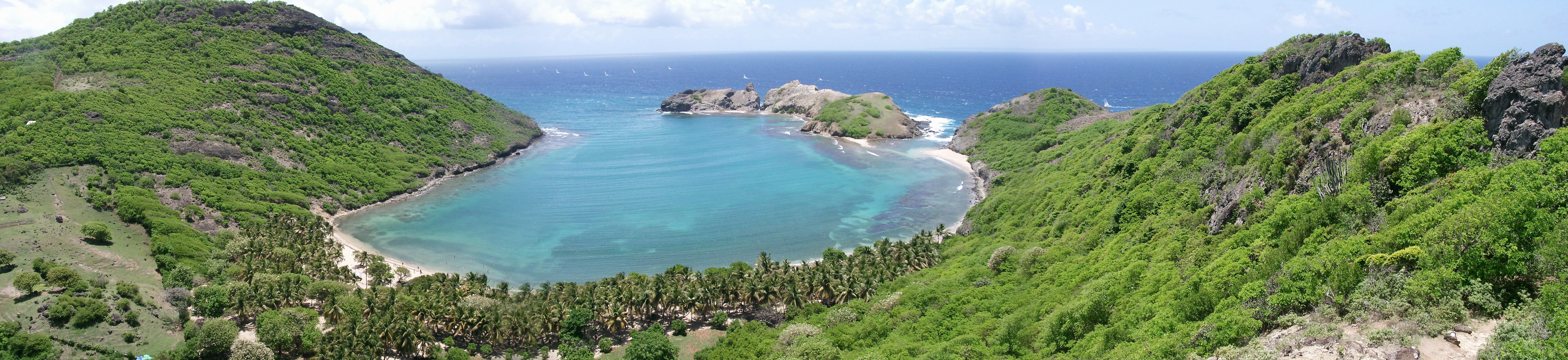
Vue panoramique de la baie de Pompierre.